# Silvana Dascalu
Silvana Dascalu, née le 14 mai 1994, est une joueuse française  de volley-ball. Elle mesure 1,87 m et joue centrale.

## Biographie
Elle est la fille de Pompiliu Dascalu ancien joueur et actuel entraineur de volley-ball et la sœur cadette d'Alexandra Dascalu joueuse de volley-ball au Saint-Cloud Paris Stade Français.

## Clubs
| Club                             | De        | À         |
| -------------------------------- | --------- | --------- |
| Terville FOC                     | 2010-2011 | 2010-2011 |
| Évreux Volley-ball               | 2011-2012 | 2012-2013 |
| Istres OPVB                      | 2014-2015 | 2015-2016 |
| Saint-Cloud Paris Stade Français | 2016-2017 | ...       |